# Paloma (salle de spectacle)
Pour les articles homonymes, voir Paloma.
Paloma est la scène de musiques actuelles (SMAC) de la communauté d'agglomération Nîmes Métropole, dans le département du Gard et la région Occitanie. Situé à Nîmes, l'équipement a été inauguré le 7 septembre 2012 et comprend notamment une salle de spectacle principale de 1356 places (1104 debout + 252 assises), une salle « club » plus petite d'environ trois cents places debout et sept studios de répétition.
Le projet a été imaginé par le cabinet d'architecture TETRARC. Pour les études, les architectes ont collaboré avec CMB pour l'économie de la construction et l'OPC, E2C Atlantique pour les études de structure, AREA études pour les études fluides et thermiques, Architecture et Technique pour la scénographie, Atelier Rouch pour les études acoustiques.
Outre ses missions de diffusion (concerts dans les deux salles), Paloma possède un pôle Accompagnement des pratiques musicales professionnelles et amateurs et un pôle Action culturelle en direction de publics variés.
Depuis son ouverture, Paloma a accueilli des artistes aussi divers que Dionysos, Shaka Ponk, Camille, Public Enemy, Foals, Mass Hysteria, Stromae, IAM, Fauve, Julien Doré, Christine and the Queens, Têtes raides, Darkside, The Libertines, etc.
Depuis 2013, la structure accueille le festival de musique indie This is not a love song.  